# Hamatastus excelsus
Hamatastus excelsus är en skalbaggsart som beskrevs av Monné 1978. Hamatastus excelsus ingår i släktet Hamatastus och familjen långhorningar.
Artens utbredningsområde är Venezuela. Inga underarter finns listade i Catalogue of Life.